# 北加沙省
| \| \| 加沙地带 巴勒斯坦领土 \| - 论 - 编 \|         |                       |       |
| 北加沙省 加沙省 加沙 代尔拜莱赫省 汗尤尼斯省 拉法省 |                       |       |
| Flag of Palestine                                   | 加沙地带 巴勒斯坦领土 | 论 编 |

北加沙省（阿拉伯语：‎）是巴勒斯坦国加沙地带五省之一，位于加沙地带北部地区。面积61平方公里，人口270,245（2007年）。
首府贾巴利亚，人口113,901。